# سیارک ۲۳۰۶۸
سیارک ۲۳۰۶۸ (به انگلیسی: 23068 Tyagi، نامگذاری:1999XY60) بیست و سه هزار و شصت و هشتمین سیارک کشف شده‌است که در ۷ دسامبر ۱۹۹۹ کشف شد.
قدر مطلق سیارک برابر ۱۴.۱ است.